# José José
José José (ur. 17 lutego 1948 w Meksyku, zm. 28 września 2019 w Miami) – meksykański piosenkarz i aktor.

## Filmografia
- 1985: Gavilán o paloma jako José Sosa José José
- 2005: Sueño - marzenia jako tajemniczy muzyk
- 2010: Clean Sweep jako Victor Reyes

## Wyróżnienia
Posiada swoją gwiazdę na Hollywoodzkiej Alei Gwiazd.